# Corminboeuf
Corminboeuf (toponimo francese; in tedesco Sankt Görg, desueto) è un comune svizzero di 2 563 abitanti del Canton Friburgo, nel distretto della Sarine.

## Storia
Nel 1831 ha inglobato il comune soppresso di Nonan e il 1* gennaio 2017 quello di Chésopelloz.

## Monumenti e luoghi d'interesse

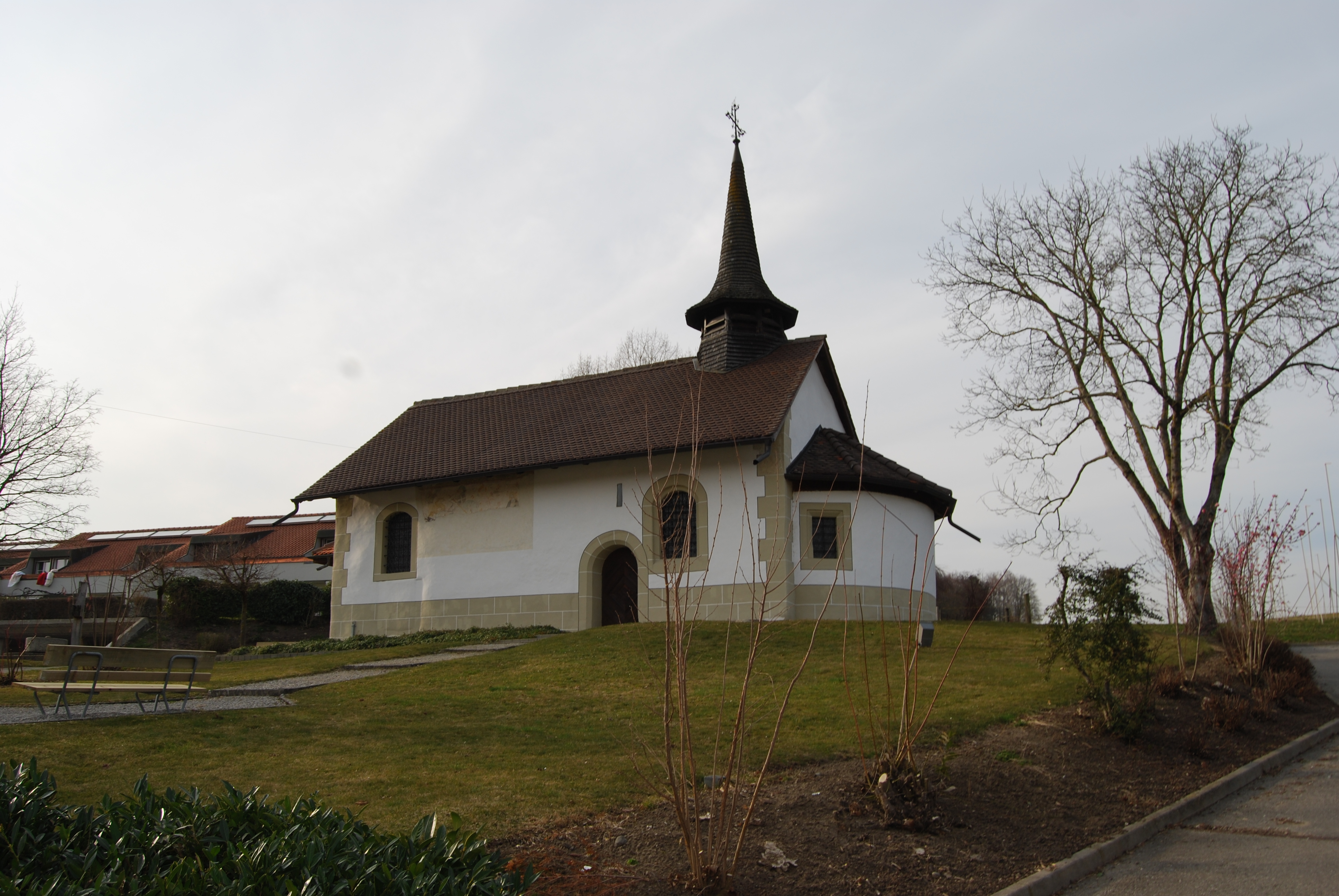
La cappella cattolica di San Giorgio

- Cappella cattolica di San Giorgio, attestata dal 1354[1].

## Società

### Evoluzione demografica
L'evoluzione demografica è riportata nella seguente tabella:
Abitanti censiti

## Amministrazione
Ogni famiglia originaria del luogo fa parte del comune patriziale che ha la responsabilità della manutenzione di ogni bene comune.